# Friedrichsholm
Friedrichsholm (in danese Frederiksholm) è un comune di 424 abitanti dello Schleswig-Holstein, in Germania.
Appartiene al circondario (Kreis) di Rendsburg-Eckernförde (targa RD) ed è parte della comunità amministrativa (Amt) di Hohner Harde.